# Palau, Mexiko
Palau är en ort i Mexiko.   Den ligger i kommunen Múzquiz och delstaten Coahuila, i den centrala delen av landet, 1 000 km norr om huvudstaden Mexico City. Palau ligger 433 meter över havet och antalet invånare är 16 904.
Terrängen runt Palau är platt. Runt Palau är det ganska glesbefolkat, med 32 invånare per kvadratkilometer. Närmaste större samhälle är Melchor Múzquiz, 9,2 km väster om Palau. Trakten runt Palau består i huvudsak av gräsmarker.